# فاليري تشاو
فاليري تشاو (بالصينية: 周嘉玲) هي عارضة وممثلة صينية وهونغ كونغية، ولدت في 16 ديسمبر 1970 بهونغ كونغ في الصين.

## وصلات خارجية
- فاليري تشاو على موقع IMDb (الإنجليزية)
- فاليري تشاو على موقع قاعدة بيانات الأفلام العربية
- فاليري تشاو على موقع ألو سيني (الفرنسية)
- فاليري تشاو على موقع تيرنر كلاسيك موفيز (الإنجليزية)
- فاليري تشاو على موقع أول موفي (الإنجليزية)
- فاليري تشاو على موقع قاعدة بيانات الأفلام السويدية (السويدية)
- فاليري تشاو على موقع قاعدة بيانات الفيلم (الإنجليزية)
- فاليري تشاو على موقع كينوبويسك (الروسية)